# (6631) Pyatnitskij
(6631) Pyatnitskij (1983 RQ4) – planetoida z pasa głównego asteroid okrążająca Słońce w ciągu 3,88 lat w średniej odległości 2,47 j.a. Odkryta 4 września 1983 roku.